# さいたま市立上小小学校
さいたま市立上小小学校（さいたましりつ かみこしょうがっこう）は、埼玉県さいたま市大宮区にある公立小学校。

## 沿革
- 1975年（昭和50年）4月1日 - 大宮市立三橋小学校の一部を借用し、大宮市立上小小学校が開校される
- 1975年（昭和50年）6月16日 - 校歌・校章を制定。この日を開校記念日としている。
- 1976年（昭和51年）2月28日 - 校舎落成。開校式挙行。
- 2001年（平成13年）5月1日 - 大宮市、浦和市、与野市の合併に伴い現校名になる。

## 交通
- 大宮駅西口下車徒歩20分
- 北与野駅西口下車徒歩20分